# Liver King
Brian Johnson ist ein amerikanischer Influencer und Bodybuilder. Unter dem Namen „Liver King“ (dt.: Leberkönig) erlangte er mit seinen stark kritisierten Ernährungsratschlägen und den damit verbundenen Betrugsvorwürfen internationale Bekanntheit.

## Leben
Nach einem Studium der Biochemie in Texas arbeitete er als Pharmavertreter. Später kaufte er sich in die Zahnarztpraxis seiner Frau ein.
Er propagiert seit 2020 auf den Sozialen Medien einen „urzeitlichen Lebensstil“ und eine radikale Abwandlung der Paleo-Diät: Er behauptet, sich lediglich von rohen Innereien und Fleisch zu ernähren. Ärzte und Ernährungsexperten wie die amerikanischen Ernährungsberaterin Sara Riehm kritisierten Johnson dafür heftig und wiesen auf die hohen Gefahren einer solchen Ernährungsweise hin.
Ende 2022 wurde aufgedeckt, dass Johnson für seinen Muskelaufbau eine Reihe leistungssteigernde Substanzen und Wachstumshormone – darunter anabole Steroide, synthetische Proteine und Testosteron – im Wert von rund 11.000 Dollar pro Monat einnahm, was zu einem Skandal führte. Johnson hatte zuvor mehrfach geleugnet, Steroide zu nehmen und behauptet, seine Physis sei auf seine „natürliche“ Lebens- und Ernährungsweise zurückzuführen. 
Der Vorfall führte nicht nur zu einer weltweiten Kontroverse und Häme, sondern auch zu einer Sammelklage: Johnson, der Nahrungsergänzungsmittel und andere Produkte verkauft, welche den Käufern „die gleiche urzeitliche Lebensweise“ und körperlichen Erfolge ermöglichen solle, habe seine Follower absichtlich getäuscht.
Im Juni 2025 wurde er festgenommen, weil er Joe Rogan bedroht hatte.